# Boissy-Lamberville
Boissy-Lamberville település Franciaországban, Eure megyében. Lakosainak száma 379 fő (2022. január 1.). Boissy-Lamberville Giverville, Bazoques, Berthouville, Courbépine, Folleville, Morsan és Plasnes községekkel határos.

## Népesség
A település népességének változása:
| Lakosok száma | 254  | 245  | 281  | 276  | 322  | 335  | 350  | 362  | 367  | 379  |
|               | 1968 | 1982 | 1990 | 2006 | 2013 | 2015 | 2017 | 2019 | 2020 | 2022 |